# 史考特·葛倫
西奥多·史考特·葛倫（英語：Theodore Scott Glenn，1941年1月26日—）是一名美國演員。知名的角色包括：《都市牛郎》中的威斯·海都爾、《太空先鋒》中的太空人亞倫·薛弗德、《獵殺紅色十月》中的艦長巴特·馬可索以及《沉默的羔羊》中的傑克·克勞福。

## 作品
- 《Apocalypse Now》（1979年）
- 《都市牛郎》（1980年）
- 《Personal Best》（1982年）
- 《太空先鋒》（1983年）
- 《怒河春醒》（1984年）
- 《四大漢》（1985年）
- 《Man On Fire》（1987年）
- 《Miss Firecracker》（1989年）
- 《獵殺紅色十月》（1990年）
- 《沉默的羔羊》（1991年）
- 《浴火赤子情》（1991年）
- 《火線勇氣》（1996年）
- 《Bullet》（1996年）
- 《巅峰極限》（2000年）
- 《震撼教育》（2001年）
- 《蠻牛戰士》（2001年）
- 《真情快遞》（2001年）
- 《逃命殺手》（2004年）
- 《街頭日記》（2007年）
- 《神鬼認證：最後通牒》（2007年）
- 《卡蜜兒》（2007年）
- 《愛情衝昏頭》（2008年）
- 《羅丹薩的夜晚》（2008年）
- 《喬治布希之叱吒風雲》（2008年）
- 《奔騰人生》（2010年）
- 《殺客同萌》（2011年）
- 《Magic Valley》（2011年）
- 《性腥聞》（2012年）
- 《神鬼認證4》（2012年）
- 《夜魔俠》（2015－2018年）
- 《捍衛者聯盟》（2017年）
- 《天劫倒數》（2020年）